# وید پرستون
وِید پرستون (به انگلیسی: Wayde Preston) (زاده ۱۰ سپتامبر ۱۹۲۹-درگذشته ۶ فوریه ۱۹۹۲) بازیگر آمریکایی بود.
از فیلم‌های معروف او می‌توان به بازی در امروز می‌کشیم، فردا می‌میریم! و مردی به نام اسلج اشاره کرد.